# 路易·馬盧
路易·馬盧（法語：Louis Malle，1932年10月30日—1995年11月23日）是一位法國電影導演、編劇和製片人。路易·馬盧被描述為“不拘一格”和“難以捉摸的電影製作人”，製作過紀錄片、愛情片、時代劇和驚悚片。路易·馬盧經常描繪挑釁性或爭議性的主題。
路易·馬盧是兩次獲得金獅獎的四位導演之一。他獲得的其他榮譽包括三項凱撒獎、兩項英國電影學院獎和三項奧斯卡獎提名。1991年，他被授予英國電影電視藝術學院院士。

## 生平
1932年，路易·馬盧於法國諾爾省蒂姆里的一個富裕的工業家家庭出生，父親是Françoise Malle，母親是Pierre Malle。
第二次世界大戰期間，路易·馬盧就讀於楓丹白露附近的一所天主教寄宿學校。11歲時，他目睹了蓋世太保突襲學校，包括他的密友在內的三名猶太人學生和一名猶太老師被圍捕並驅逐到奧斯維辛集中營。該校校長雅克神父因窩藏他們而被捕，並被送往毛特豪森集中營。路易·馬盧在自傳電影《童年再見》（Au revoir les enfants，1987年）中描述了這些事件。
1995年11月23日，路易·馬盧在加州比弗利山莊的家中因淋巴瘤去世。

## 導演生涯
路易·馬盧與雅克-伊夫·庫斯托共同擔任1956年紀錄片《七海獵奇》（The Silent World）的導演和攝影師，該片獲得1956年奧斯卡金像獎和坎城影展金棕櫚獎。他協助羅伯特·布列松拍攝了《逃亡者》（Un condamné à mort s'est échappé ou Le vent souffle où il veut，1956 年），之後於1957年拍攝了他的第一部長片《往絞刑台的電梯》（在英國上映時名為《Lift to the Scaffold》，在美國上映時最初名為《Frantic》，後來又稱為《Elevator to the Gallows》）。這是一部緊張的驚悚片，由邁爾斯戴維斯 (Miles Davis) 原創配樂，《往絞刑台的電梯》(Ascenseur pour l'échafaud) 使當時法蘭西喜劇院舞台女演員珍妮·摩露成為國際電影明星。
路易·馬盧的《孽戀》（Les Amants，1958 年），也是珍妮·摩露主演，因性愛內容而引起巨大爭議，並導緻美國最高法院就淫穢的法律定義展開具有里程碑意義的訴訟。在雅各貝利斯訴俄亥俄州案中，一家劇院老闆因淫穢內容被罰款2,500美元。最高法院推翻了該判決，認為該電影並不淫穢，因此受到憲法保護。但法庭未能就「淫穢」的定義達成一致，大法官波特·斯圖爾特有句名言：「我一看到就知道是淫穢的」。
路易·馬盧有時與法國新浪潮有關，但他的作品並不直接符合或對應於讓-呂克·戈達爾、弗朗索瓦·特呂弗、克勞德·夏布洛爾、埃里克·侯麥等人作品的作者論理論，而且他與《電影手冊》沒有任何關係。但路易·馬盧的作品確實體現了該運動的一些特點，例如使用自然光和實地拍攝，他的電影《地鐵裡的莎姬》（Zazie dans le Métro，1960 年，改編自雷蒙·格諾的小說）啟發特呂弗寫了一封熱情洋溢的信給路易·馬盧。
路易·馬盧後來移居美國並繼續執導電影。後期他拍攝的電影包括英語版的《漂亮寶貝》（1978 年）、《大西洋城》（1980 年）、《與安德烈的晚餐》（1981 年）、《餅乾》（1984 年）、《阿拉莫灣》（1985年）、《傷害》（1992年）和《凡尼亞四十二街》（改編自安東·契訶夫的戲劇《萬尼亞舅舅》）；還有法文版的《再見了，孩子們》（1987年）和《五月米盧》（Milou en mai）。正如他的早期電影《孽戀》讓法國電影在美國流行一樣，《與安德烈的晚餐》也處於1980年代美國獨立電影崛起的前沿。
在路易·馬盧生命的盡頭，文化記者梅琳達·坎伯·波特（Melinda Camber Porter）為《泰晤士報》對他進行了廣泛的採訪。1993年，這些訪談被收錄在她的書《透過巴黎人的眼睛：對當代法國藝術和文化的思考》中。

## 私生活
1965年至1967年，路易·馬盧與女演員安妮-瑪麗·德肖特 (Anne-Marie Deschodt) 結婚。後來，他與德國女演員吉拉·馮·魏特豪森 (Gila von Weitershausen) 生下兒子曼努埃爾·庫特莫克·馬盧 (Manuel Cuotemoc Malle，生於1971年)。
路易·馬盧與加拿大女演員亞歷山德拉·斯圖爾特 (Alexandra Stewart) 生下女兒潔絲汀·馬盧 (Justine Malle)。從1977年中期到1980年初，他與女演員蘇珊·莎蘭登交往。
1980年，路易·馬盧與女演員坎娣絲·伯根結婚。1985年11月8日，他們生下了一個孩子，克洛伊·弗朗索瓦絲·馬盧。

## 影片年表

### 法國第一階段

#### 劇情長片
- 1957年 : Ascenseur pour l'échafaud《往絞刑台的電梯》
- 1958年 : Les Amants《孽戀》
- 1960年 : Zazie dans le métro《地鐵裡的莎姬》
- 1961年 : Vie privée《野貓痴情（英语：Vie privée）》
- 1963年 : Le Feu follet《野火》
- 1965年 : Viva Maria《瑪麗亞萬歲》
- 1966年 : Le Voleur《小偷》
- 1968年 : Histoires extraordinaires《奇幻故事》片段
- 1971年 : Le Souffle au cœur 《好奇心》
  - 提名奧斯卡最佳原創劇本獎
- 1974年 : Lacombe Lucien《呂西安·拉孔伯》

#### 紀錄片
- 1955年 : Le Monde du silence《七海獵奇》與賈克-伊夫·庫斯托（Jacques-Yves Cousteau）聯合執導的紀錄片，1955年坎城影展金棕櫚獎。
- 1969年 : Calcutta, l'Inde fantôme《加爾各答，印度幽靈》
- 1973年 : Humain trop humain《人性，太人性》
- 1973年 : Place de la République《共和廣場》

### 美國階段

#### 劇情長片
- 1976年 : Black Moon《黑月》
- 1978年 : La Petite《艳娃传》
- 1980年 : Atlantic City《大西洋城》
  - 提名奧斯卡最佳導演獎
- 1981年 : My Dinner with André《與安德黑的晚餐》
- 1983年 : Crackers
- 1985年 : Alamo Bay

#### 紀錄片
- 1985年 : God's Country《上帝的國度》
- 1986年 : And the Pursuit of Happiness《尋找幸福》

### 法國第二階段
- 1987年 : Au revoir les enfants《再見了，孩子們》
  - 提名奧斯卡最佳原創劇本獎
- 1989年 : Milou en mai《五月米盧》
- 1992年 : Damage《烈火情人》
- 1994年 : Vanya, 42e rue《凡尼亞四十二街》

## 外部連結
- 路易·馬盧在互联网电影资料库（IMDb）上的資料（英文）
- 路易·馬盧在豆瓣上的资料（简体中文）
- 路易·馬盧官網 （页面存档备份，存于）
- 在 INA 關於路易·馬盧的影像資料 （页面存档备份，存于）
- 路易·馬盧傳記 （页面存档备份，存于）
- 路易·馬盧傳記及其母親 （页面存档备份，存于）